# CBC Dテック
株式会社CBC Dテック（シー・ビー・シー・ディーテック）は、中部日本放送の完全子会社で、CBCグループの放送技術関連事業及び美術・デザイン関連事業を担う技術プロダクション。
2022年4月1日に事業を開始した。

## 設立の経緯
中部日本放送では「CBCグループ中期経営計画2021-2023」の中で「機能整理と再編を含めたグループの最適化」を挙げていた。その取り組みの一つとして、CBCラジオが抱えていた「テレビマスター、テレビスタンバイ、テレビ・ラジオ送信、制作技術及びシステムに関連する事業」とCBCクリエイションが抱えていた「CGデザイン、放送技術及び美術に関連する事業」を既に設立した準備会社に吸収分割という形で、承継させる。
これによって、CBCグループの「放送メディアテクノロジー及びデザイン部門を担うスペシャリスト集団」として生まれ変わると共に「地域ナンバーワンのメディアコンテンツグループ」としての中部日本放送に生まれ変わるための「基盤を支える役割」を担うことになる。また、CBCラジオは抱えていた「テレビマスター、テレビスタンバイ、テレビ・ラジオ送信、制作技術及びシステムに関連する事業」を新会社に吸収分割することで、CBCラジオはラジオの放送事業を運営する会社となる。
なお、この「Dテック」という由来は「Design」「Digital」の頭文字である“D”を重ねると同時に、技術、並びに「デジタル」・「デザイン」を組み合わせることによって、さまざまなニーズに対応することによって、「新しい価値の創造」を目指すことを意味している。